# Rigor
La rigor és una condició de rigidesa. La rigor, sovint, és un procés d'adheriment absolut a certes restriccions, o la pràctica de mantenir la coherència estricta amb certs paràmetres predefinits. Aquestes restriccions poden ser imposades al medi ambient, com ara "les rigors de la fam"; lògicament impost, com ara proves matemàtiques que ha de mantenir respostes coherents ; o socialment imposada, com ara el procés de definició de l'ètica i el dret.

## Etimologia
Rigor ve de l'anglès a través del francès antic. Significa "rigidesa", que ve del llatí rigorem "rigidesa, duresa, fermesa; aspresa, rudesa". El substantiu era sovint utilitzat per a descriure una condició de rigidesa o fermesa, que sorgeix d'una situació o limitació sigui elegit o experimentat de forma passiva. Per exemple, el títol del llibre Theologia Moralis Inter Rigorem et Laxitatem Medi més o menys es tradueix com "la mediació de la moral teològica entre la rigor i la laxitud". Els detalls del llibre, per al clergat, eren les situacions en què estan obligats a seguir la llei de l'església exactament.  Rigor mortis es tradueix directament com la rigidesa (rigor) de la mort (mortis), un altre cop descrivint una condició que sorgeix d'un restricció segura (mort).

## Rigor intel·lectual
La rigor intel·lectual és un procés de pensament que és coherent, no conté contradicció cap a si mateix, i té en compte tot l'abast del coneixement disponible sobre el tema. Evita l'error lògic. A més, requereix una valoració escèptica del coneixement disponible. Si un tema o el cas és tractat en una manera rigorosa, vol dir que es tracta d'una manera integral, exhaustiva i completa, sense deixar lloc a inconsistències.
El mètode erudit descriu les aproximacions diferents o mètodes que poden ser utilitzats per a aplicar rigor intel·lectual en un nivell institucional per assegurar la qualitat<meta /> d'informació va publicar. Un exemple de la rigor intel·lectual assistit per una aproximació metòdica és el mètode científic, en el qual una persona crea una hipòtesi basada en el qual ells creuen que és veritat, llavors es fan experiments amb la finalitat de demostrar que la hipòtesi és equivocada. Aquest mètode, quan es seguia correctament, ajudava a impedir contra el raonament circular i altres errors que infestaven amb  freqüència conclusions dins de l'acadèmia. Altres disciplines, com la filosofia i les matemàtiques, empraven les seves estructures pròpies per a assegurar la rigor intel·lectual. Cada mètode requereix atenció propera a criteris per consistència lògica, així com a tota evidència pertinent i diferències possibles d'interpretació. A un nivell institucional, l'avaluació d'experts es fa servir per a revisar la rigor intel·lectual.

### Honradesa intel·lectual
La rigor intel·lectual és un subconjunt d'honradesa intel·lectual—un pensament en el qual les conviccions personals es mantenen en proporció a una evidència vàlida. L'honestedat intel·lectual és un enfocament imparcial a l'adquisició, anàlisi i transmissió d'idees. Una persona està sent intel·lectualment honest quan ell o ella, sabent la veritat, afirma que és la veritat, independentment de les pressions ambientals/socials que hi hagi. És possible de dubtar si l'honradesa intel·lectual completa existeix—en raó que ningú pot dominar completament els seus propis pressupòssits—sense dubtar que certs tipus de rigor intel·lectual estan potencialment disponibles. La distinció certament importa molt en el debat, si un desitja dir que un argument és defectuós en les seves premisses.

### Polítiques i llei
L'escenari de rigor intel·lectual tendeix a assumir una posició de principi de partida per a avançar o per a argumentar. Una tendència oportunista d'utilitzar cap argument que ens ocupa no és molt rigorosa, encara que molt comuna en la política, per exemple. Argumentant una manera un dia, i un altre més endavant, pot ser defensat per la Casuística, és a dir, en dir que els casos són diferents.
En el context legal, per propòsits pràctics, els fets dels casos sempre difereixen.Per tant, la Jurisprudència pot estar en contradicció amb un enfocament de principis; i la rigor intel·lectual pot semblar de ser derrotada. Açò defineix el problema d'un jutge amb el Dret no codificat. El dret codificat planteja un problema diferent, d'interpretació i adaptació dels principis definits sense perdre el punt; ací l'aplicació de la lletra de la llei, amb la deguda rigor, pot de vegades semblar soscavar l'enfocament basat en principis. 

## Matemàtiques
La rigor matemàtica pot referir tots dos a mètodes rigorosos de prova matemàtica i a mètodes rigorosos de pràctica matemàtica (relacionant a altres interpretacions de rigor).

### Prova matemàtica
La rigor matemàtica és sovint citada com una mena de patró per una prova matemàtica. La seva història remunta a les matemàtiques gregues, especialment als elements d'Euclid.
Fins que el segle xix, els elements d'Euclid van ser vists extremadament rigorosos i profunds, però, durant aquell segle, es va realitzar el treball assumeix algunes condicions que no van ser declarats i tampoc es va poder provar (per exemple, dos cercles es creuen en un punt, un punt està dins d'un angle, i xifres poden ser superposades unes sobre les altres). Açò era contrari a la idea de la prova rigorosa en totes les condicions han de ser declarats i res no pot ser assumit. Les fundacions noves van ser desenvolupades utilitzant el mètode axiomàtic per a adreçar la manca de rigor dins els elements d'Euclid.
Durant el segle xix, el terme 'rigorós' va començar va començar a ser utilitzat per a descriure la disminució dels nivells d'abstracció quan es tracta de càlcul, que va arribar a ser conegut com l'anàlisi. Les feines de Cauchy van afegir rigor a les feines més velles d'Euler i Gauss. Les feines de Riemann van afegir rigor a les feines de Cauchy. Les feines de Weierstrass en van afegir a les feines de Riemann, finalment culminant en l'aritmetització d'anàlisi. Començant en la dècada del 1870, el terme gradualment va ser associat amb la teoria de conjunt de Georg Cantor.
La rigor matemàtica pot ser definida amb docilitat a la prova algorísmica que comprova. De fet, amb l'ajut d'ordinadors, és possible de comprovar algunes proves mecàniques. El rigor formal és la introducció de graus alts de completesa mitjançant una llengua formal on tals proves poden ser codificades utilitzant teories de conjunt com ZFC (vegeu el teorema automatitzat que prova).
Arguments més matemàtics són presentats com prototipus de proves rigoroses formals. La raó sovint esmentada d'açò és que les proves rigoroses per complet, que tendeixen a ser més llarg i més difícil de manejar, poden enfosquir el que s'està demostrant. Passos que són evidents per a una ment humana poden tenir derivacions formals bastant llargs dels axiomes. Sota aquest argument, hi ha un equilibri entre la rigor i la comprensió. Alguns argumenten que l'ús de llenguatges formals per a instituir la rigor matemàtica completa podria fer que les teories que són comunament en disputa o mal interpretats per complet sense ambigüitats en revelar defectes en el raonament.

### Física
La funció de la rigor matemàtica amb relació a físiques és doble:
1. Primer, hi ha la qüestió general, de vegades dit el trencaclosques de Wigner, "com és que les matemàtiques, generalment, són aplicable a la naturalesa?" Tanmateix, els científics creuen que el seu rècord de l'aplicació reeixida a naturalesa justifica l'estudi de física matemàtica.
2. En segon lloc, hi ha la qüestió relativa a la funció i la condició dels resultats i les relacions matemàticament rigoroses. Aquesta qüestió és particularment irritant amb relació a la teoria de camp quàntic, on els càlculs sovint produeixen valors infinits per als que s'han ideat una varietat de solucions no rigoroses.
Ambdós aspectes de la rigor matemàtica en físiques ha atret atenció considerable dins filosofia de ciència. (Veu, per exemple, ref. I les feines van citar therein.)

### Educació
La rigor en l'aula és un tema molt debatut entre els educadors. En termes generals, però, la rigor en l'aula consta de múltiples facetes, desafiant la instrucció i la correcta col·locació de l'estudiant. Els estudiants sobresurten en el pensament de les operacions formals tendeixen a sobresortir en les classes per als estudiants dotats. Els estudiants que no han assolit que etapa final de desenvolupament cognitiu, segons un psicòleg del desenvolupament Jean Piaget, pot construir a aquelles habilitats amb l'ajuda d'un mestre correctament entrenat.
La rigor en l'aula és generalment referida a una instrucció rigorosa. És la instrucció que requereix que els estudiants per a construir significat per ells mateixos, imposar l'estructura de la informació, integrar les habilitats individuals en els processos, operar dins, però en la vora exterior de les seves capacitats, i aplicar el que han après en més d'un context i per a situacions impredictibles.